# Saba thompsonii
Saba thompsonii là một loài thực vật có hoa trong họ La bố ma. Loài này được (A.Chev.) Pichon miêu tả khoa học đầu tiên năm 1953.